# Carved in Stone (Shadow-Gallery-Album)
Carved in Stone ist das zweite Studioalbum der US-amerikanischen Progressive-Metal-Band Shadow Gallery. Es erschien im Juli 1995 bei Magna Carta Records.

## Entstehung und Veröffentlichung
Nachdem Magna Carta das Demo der Band als ihr Debütalbum veröffentlicht hatte, begannen die Arbeiten an einem neuen Album und eine Tour in Japan stand an. Dazu wurde Gary Wehrkamp als Live-Unterstützung engagiert, er wurde aber bald festes Bandmitglied. Statt zu touren, wurde dann doch das neue Album Carved in Stone mit dem Studioschlagzeuger Kevin Soffera aufgenommen, von Carl Cadden-James und der Band produziert. Shadow Gallery hatten allerdings immer wieder Probleme mit der Technik im eigenen Studio, sodass sich die Aufnahmen über ein Jahr hinzogen.

## Titelliste
1. Cliffhanger – 8:41
2. Interlude 1 – 0:40
3. Crystalline Dream – 5:44
4. Interlude 2 – 0:43
5. Don’t Ever Cry, Just Remember – 6:29
6. Interlude 3 – 1:03
7. Warcry – 5:59
8. Celtic Princess – 2:05
9. Deeper Than Life – 4:32
10. Interlude 4 – 0:16
11. Alaska – 5:18
12. Interlude 5 – 0:18
13. Ghostship – 21:56
  1. The Gathering the Night Before – 2:42
  2. Voyage (Instrumental) – 1:37
  3. Dead Calm (Instrumental) – 2:32
  4. Approaching Storm – 2:24
  5. Storm – 5:38
  6. Enchantment (Instrumental) – 3:57
  7. Legend – 2:54
14. Hidden Track – 7:24

## Stil
Shadow Gallery entwickeln auf dem Album ihren Progressive Rock/Metal im Vergleich zum Debüt hörbar weiter. Es gibt eingängige Refrains, viele virtuose Gitarren- und Keyboardpassagen, die sowohl ruhig und getragen als auch druckvoll und bombastisch sein können. In der Presse wurden Vergleiche z. B. zu Dream Theater und Threshold gezogen. Für Marco Magin vom Break Out klingen einige Passagen zu stark nach Dream Theater und dem, was in der Progressive-Metal-Szene Standard geworden ist. Wolfgang Schäfer stellte im Rock Hard heraus, dass der Vergleich mit Dream Theater lediglich in technischer – und nicht etwa in musikalischer – Hinsicht greife. Die Band selbst gab an, die Originalität der 1970er Bands zu mögen, zum Beispiel Queen und Kansas. Von den neueren Künstlern beeindruckte die Musiker Kai Hansen und seine Band Gamma Ray am meisten.
Die Texte bilden kein Konzeptalbum, drehen sich aber im weitesten Sinne um das Thema Reisen. Das Monumentalstück Ghostship wurde über acht Jahre hinweg ausgefeilt. Die Band bezeichnete es als ihren „Referenzsong“.

## Rezeption
Das Album wurde von der Presse positiv aufgenommen. David White von Allmusic lobt das Potenzial der Band, das Songwriting und die Produktion des Albums. Jochen Lohr von den Babyblauen Seiten findet zwar, es „bleibt einfach wenig hängen, die Scheibe eignet sich eher als Hintergrundgeplätschere, ist einfach angepasst“. Henning Mangold lobt dagegen die „Virtuosität“, die „Vielschichtigkeit“ und den „Abwechslungsreichtum“ des Albums. Break-Out-Redakteur Marco Magin fand das Album trotz einiger Fremdanleihen in seiner Summe „überzeugend“, was vor allem auf das Konto von Ghostship gehe. Carved in Stone war Album des Monats August 1995 im Rock Hard und wurde vom eclipsed-Magazin in die Liste der 50 Progmetal-Meilensteine aufgenommen.